# Povážská lesní železnice

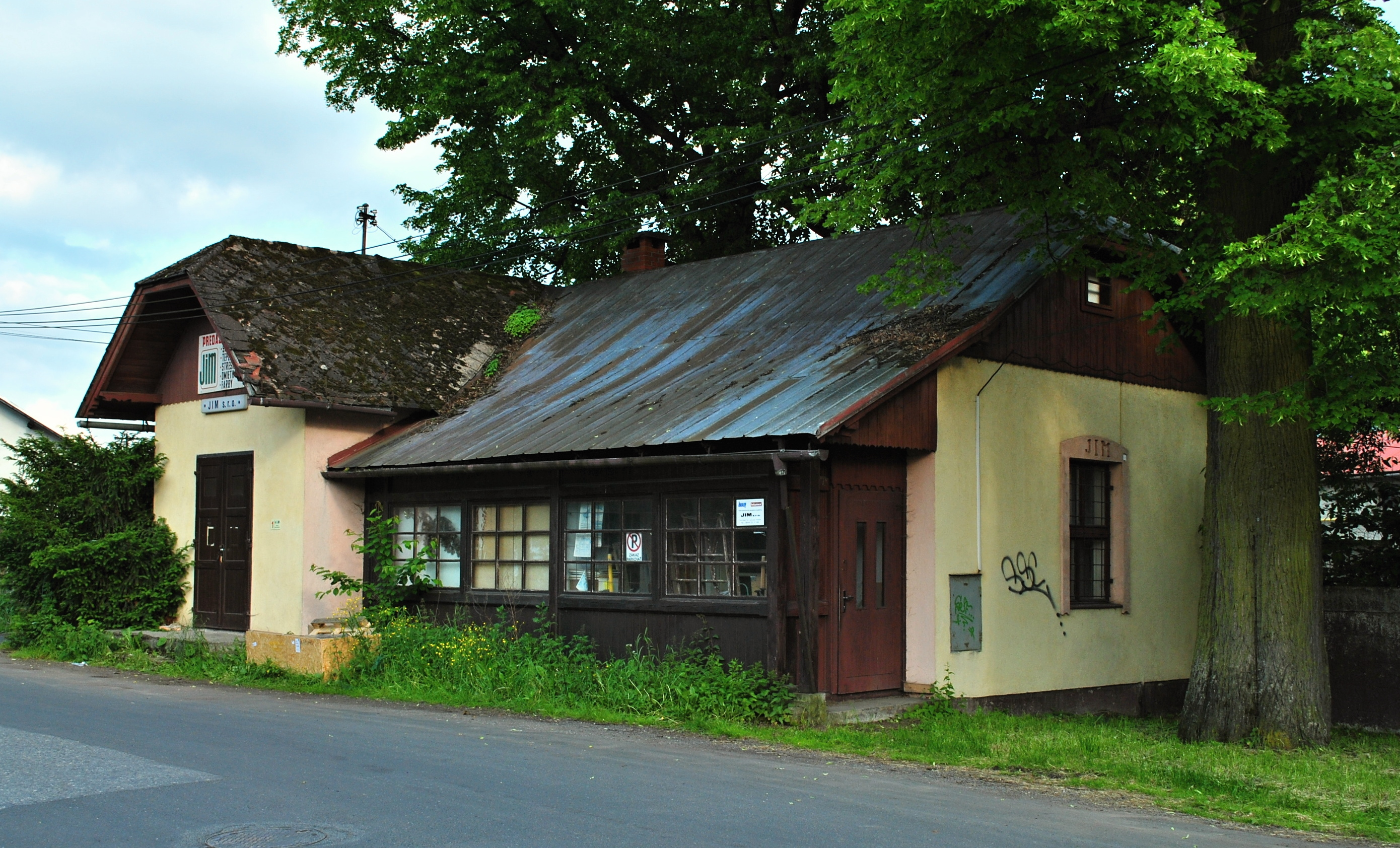
Stanice PLŽ v Liptovském Hrádku

Povážská lesní železnice (slovensky: Považská lesná železnica, zkráceně PLŽ, nazývána též Čiernovážska lesná železnica) je bývalá lesní železnice v údolí Černého Váhu a prozatímní depozitář vozidel v muzeu Liptovské dědiny v Pribylině.

## Lesní železnice 1912–1972
V údolí Liptova byly velké hluboké lesy, a proto se začalo uvažovat o jejich využití. První zmínky jsou o splavování dřeva po Černém Váhu, ale jelikož tento prostředek pro odvoz dřeva nestačil, bylo v roce 1912 rozhodnuto o výstavbě lesní železnice o rozchodu 760 mm.
Hlavní trať vedla z Liptovského Hrádku přes Liptovskou Tepličku do Staníkova s délkou 40 km. Taktéž byly vystavěny odbočky Benkovo, Ipoltica, Svarín, Vyšný Chmelienec a Liptovská Teplička. Provoz začal v roce 1921 (dle některých zdrojů už 1916).
V dalších letech byly budovány další odbočky: Dikula, Malužiná, Nižný Chmelienec, poslední byla v roce 1941 odbočka Rovienky-Zátureň.

### Vozový park
Doprava byla od začátku provozu zabezpečována parními lokomotivami čísel 2 a 3. Posléze byly nakoupeny motorové lokomotivy Rába. Pro dopravu osob byl určen vůz Ca/u 1. Pro nákladní dopravu to byly dva služební vozu Da/u 1 a 2 a několik vozů Pa/u.

### Konec železnice

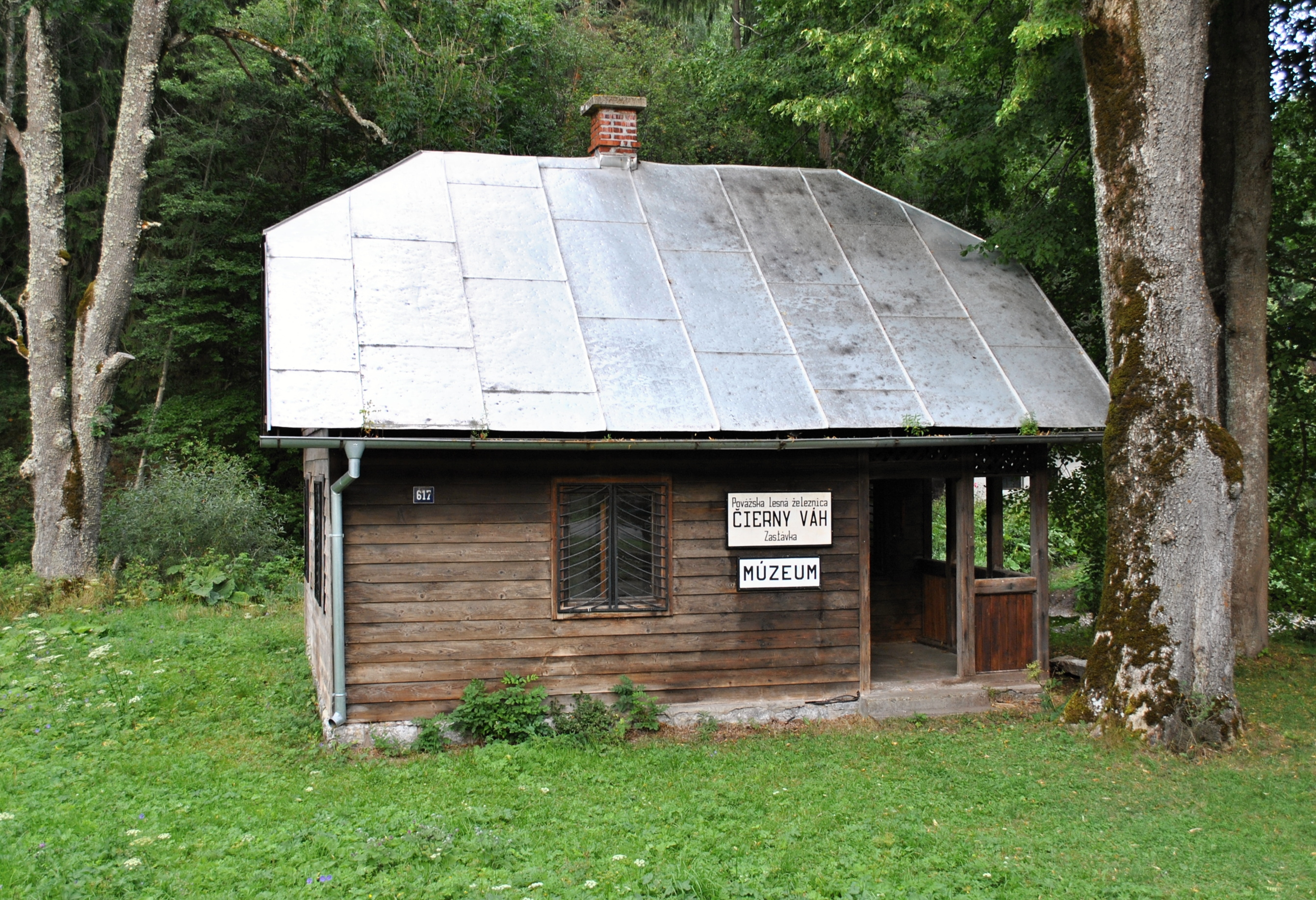
Osada Čierny Váh – stanice Plž (srpen 2015)

Lesní železnice nemohla konkurovat narůstajícímu automobilismu – od roku 1960 se pravidelně rušily odbočky pro nerentabilnost, vše završil 31. prosinec 1972, kdy byla celá železnice zrušena.

## Historická železnice 1972–2001
Po ukončení provozu byly všechen vozový park deponován v depu Liptovský Hrádok.
U zaměstnanců byla naděje, že by mohl být alespoň kousek železnice zachován – exponáty i trať jsou ve provozuschopném stavu. Veškerý vozový park převzala památková správa a potom vyhlásila za kulturní památku část hlavní tratě Liptovský Hrádek – Svarín. Uvažovalo se o vybudování lesního muzea, ale nakonec od toho bylo upuštěno. Vozový park byl deponován v autodílně a díky bývalým zaměstnancům PLŽ, brigádníkům a dalším, se podařilo předělat objekt na depo pro vozidla, před objektem bylo umístěno kolejiště. Veškerý majetek PLŽ převzalo Muzeum v Liptovském Hrádku a část exponátu zapůjčila na HLÚŽ.
Po roce 1989 začaly práce na obnově trati byly zorganizovány tábory Stromu života. V depu probíhaly dny otevřených dveří, konaly se pochůzky po trati, opravoval se vozový park. V roce 1993 byl uskutečněn poslední Strom života; na železnici zůstaly jen ti nejvěrnější. Bylo pořízeno nové vozidlo pro posun a jednalo se znovu o zprovoznění tratě, bezúspěšně.
Naposledy byl projekt na obnovu tratě předložen v roce 1998, byly postaveny nové vozy, dělány dny otevřených dveří opět bezúspěšně naděje na obnovu stále klesala klesalo i nadšení lidí. Kvůli naprostému ignorování byla železnice rozkradena, budovy zničeny, depo v dezolátním stavu, nakonec bylo rozhodnuto exponáty přestěhovat. Trať Liptovský Hrádek–Svarín definitivně zanikla.

## Nové prostředí Pribylina od roku 2002
Kvůli dezolátnímu stavu tratě do Svarína bylo rozhodnuto veškerý vozový park a kolejnice přestěhovat do Muzea Liptovské dědiny v Pribylině. V muzeu byla postavena odstavná kolej pro exponáty pro železnici se připravovalo nové působiště. Jako prostory pro budoucí depo posloužily haly, které byly vystavěny při výstavbě skanzenu.
Mezi listopadem 2001 a dubnem 2002 byly všechny exponáty převezeny do Pribyliny, depo a kolejiště v Liptovském Hrádku bylo zrušeno.
Od roku 2007 jsou exponáty schovány popřípadě vystaveny v hale nebo v kolejišti.

### Budoucnost
V muzeu byl vypracován projekt na výstavbu tratě muzeem Liptovské dědiny na parkoviště, byl rozdělen na 2 etapy a 3. závěrečnou:
- 1. etapa – Depo – Kostel (asi uprostřed skanzenu)
- 2. etapa – Kostel – Parkoviště
- 3. etapa – Depo – Ukončení v ústí Račkové doliny